# Danmarks runeindskrifter 403
DR 403 är en vikingatida (1050-1150) runsten av granit i Klemensker, Klemensker socken och Bornholms kommun.

## Inskriften
Translitterering av runraden:
suin : auk : ketil : reistu : sten : eftiʀ : (i)u(l)k¶iʀ : faþur · sin
Normalisering till rundanska:
Swen ok Kætil resþu sten æftiʀ Iulgiʀ/Igulgiʀ, faþur sin.
Översättning till nusvenska:
Sven och Ketil reste stenen efter Igulger, sin fader.
Inskriften är en av 18 varianter äldre texter där man kan bevisa, att runristaren kunde utföra diftongen ei, men överdrog att skriva suin (Svin) istället för suein Sven.